# Antonio Allochio
Antonio Allochio (n. 20 septembrie 1888, Paitone, Lombardia, Regatul Italiei – d. 18 iulie 1956, Serle, Lombardia, Italia) a fost un scrimer ce a reprezentat Italia, medaliat olimpic. A participat la o ediție a Jocurilor Olimpice (1920) în care a câștigat o medalie de aur.

## Participări
Lista de mai jos prezintă principalele competiții la care a participat Antonio Allochio de-a lungul carierei.
- fencing at the 1920 Summer Olympics – men's team épée[*]